# Borrasca profunda europea

Animación de 24 horas del Ciclón Xynthia cruzando Francia.

Una borrasca profunda europea es un fenómeno meteorológico que se produce a partir de ciclones extratropicales los cuales afectan a Europa mayormente entre octubre y marzo. Se trata, por tanto, de ciclones asociados a áreas de baja presión atmosférica. Son más comunes en el otoño y meses de invierno. De media, el mes en el que más borrascas profundas se forman es enero. La media anual es de 4'6 ciclones de este tipo en todo el continente. Las áreas de bajas presiones son relativamente comunes sobre el Atlántico Norte. Muchas veces se empiezan a formar en la costa de Nueva Inglaterra y se intensifican a lo largo del Océano Atlántico hacia Europa occidental. 
Las borrascas profundas son definidas como aquellas que puedan provocar un gran impacto en bienes y personas debido a la intensidad de los vientos que generan. Desde 2015 Reino Unido e Irlanda nombran a las borrascas profundas para advertir mejor a la población. En 2017 España, Francia y Portugal hacen lo mismo. Las borrascas profundas suelen tener procedencia atlántica, por tanto afectan mayormente a los países de Europa Occidental. Sin embargo, en el Mar Mediterráneo (aunque más escasos) también se pueden dar estos fenómenos, conocidos como ciclón tropical mediterráneo. 
Los fenómenos de viento fuertes intrínsecos a las borrascas profundas, puede ser clasificado en tres categorías, concretamente una corriente en chorro cálida o "warm jet", corriente fría o "cold jet", y la corriente oscilante o "sting jet". Estos fenómenos varían en plazos de mecanismos físicos, estructura atmosférica, extensión espacial, duración, nivel de severidad, predicción, y ubicación.
De media, estas borrascas causan un daño económico de alrededor de 1.9 mil millones € por año, y pérdidas de seguro de 1.4 mil millones € por año. Se sitúan como la segunda causa meteorológica más común de seguro por catástrofe natural (después de los huracanes de EE. UU.).

## Temporadas
Temporada de tormentas en las islas británicas de 2014-2015
Temporada de tormentas en las islas británicas de 2015-2016
Temporada de tormentas en las islas británicas de 2016-2017
Temporada de tormentas en el oeste de Europa de 2017-2018
Temporada de tormentas en el oeste de Europa de 2018-2019
Temporada de tormentas en el oeste de Europa de 2018-2019
Temporada de tormentas en el oeste de Europa de 2020-2021
Temporada de tormentas en el oeste de Europa de 2020-2021

## Nomenclatura

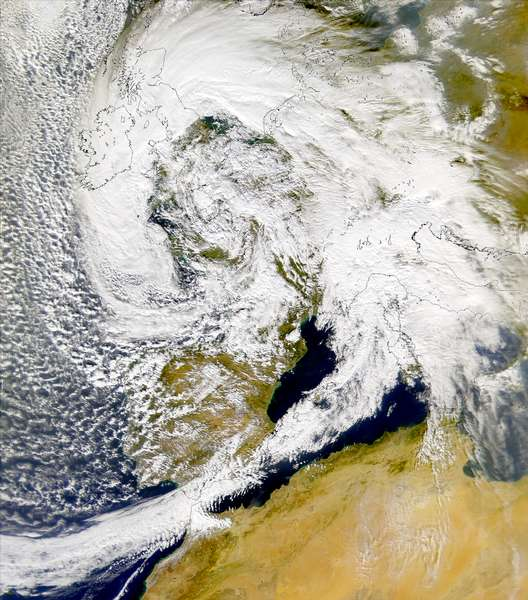
Ciclón Rebekka sobre Europa Occidental el 6 de noviembre de 2000.

#### Inicios
Hasta la segunda mitad del siglo XIX, algunas borrascas se nombraban por la persona que las divisaba, pero no era algo habitual. Normalmente, serían nombradas por la fecha, el día del Santo de su ocurrencia o similar.
Aun así, una misma borrasca puede ser nombrada de manera diferente en países distintos. Por ejemplo, el servicio de meteorología noruego nombra independientemente a las borrascas notables que afectan a Noruega, los cuales pueden resultar en nombres múltiples que son utilizados en diferentes países afectados.

#### Reino Unido e Irlanda
El Met Office del Reino Unido y Met Éireann de Irlanda fueron pioneras en nombrar a las borrascas atlánticas. En 2015 un proyecto piloto por los dos entes meteorológicos fue lanzado con el nombre de "Name our storms" para el periodo de 2015/16. La primera en ser nombrada fue la borrasca Abigail. Un centro meteorológico independiente, el Centro Europeo de Borrascas, también tiene su propia lista de nombres, a pesar de que no es una lista oficial.
En 2019 Países Bajos se unió a este grupo de países para nombrar borrascas. 
Como ejemplo, esta es la lista de nombres para las borrascas profundas que afecten a este grupo de países para el periodo 2020–2021:
| - Aiden (30 octubre–2 noviembre) - Bella (25–29 diciembre) - Christoph (19-21 enero) - Darcy (8-10 febrero) - Evert - Fleur - Gavin | - Heulwen - Ian - Julia - Klaas - Lilah - Minnie - Naia | - Oscar - Phoebe - Ravi - Saidhbhin - Tobias - Vince - Wilson |

#### Alemania

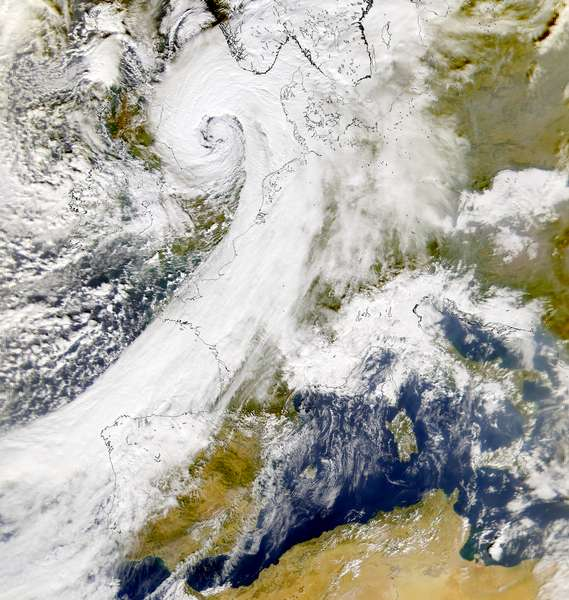
Imagen de satélite del Ciclón Oratia afectando a Centro Europa el 30 de octubre de 2000.

Durante 1954, Karla Wege, una estudiante del instituto meteorológico en la Universidad Libre de Berlín sugirió que los nombres tendrían que ser asignados a todas las  áreas de presión bajas y altas que influyen el tiempo de Europa Central. La Universidad posteriormente empezó a nombrar cada área de presión alta o baja dentro de sus previsiones de tiempo, de una lista de 260 nombres entregados por su alumnado. Los nombres de mujer fueron asignados a áreas de presión baja mientras los nombres de hombres fueron asignados a áreas de presión alta. Los nombres eran posteriormente exclusivamente utilizados por los medios de comunicación de Berlín hasta que febrero de 1990, después de qué los medios de comunicación alemanes empezaron a generalmente utilizar los nombres, aun así, no fueron oficialmente aprobados por el Servicio Meteorológico alemán Deutscher Wetterdienst. El DWD posteriormente prohibió el uso de los nombres por sus oficinas en julio de 1991, después de que las quejas habían vertido en sobre el sistema de nombrar. Sin embargo, la popularidad de los términos llevó al DWD a aceptar el sistema de nombrar las borrascas.

#### España, Portugal y Francia

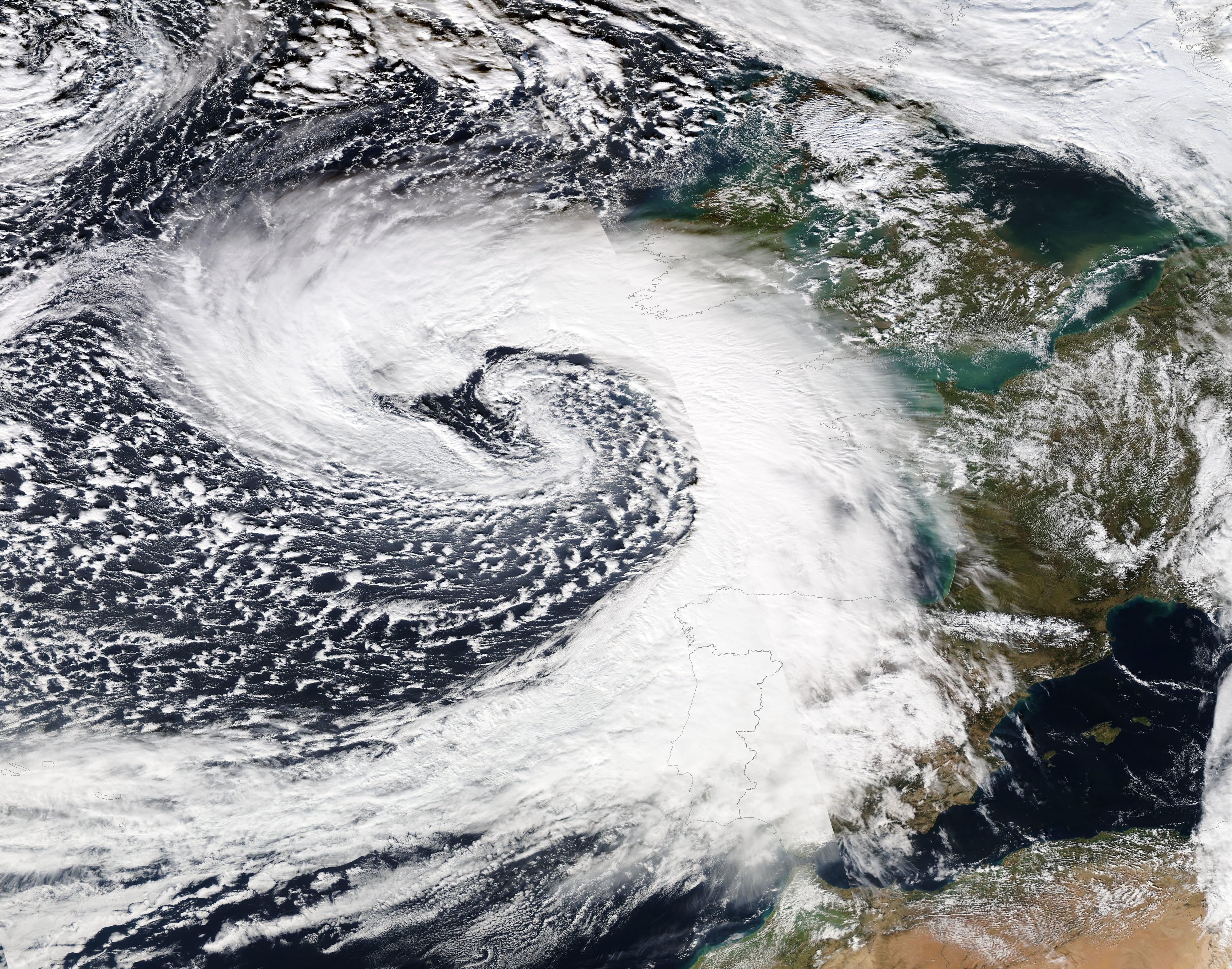
El potente ciclón extratropical Petra afectando a la península ibérica el 16 de febrero de 2014.

A partir de 2017 los servicios meteorológicos de España (AEMET), Portugal (IPMA) y Francia (Météo France) nombran las borrascas profundas que sean capaces de “provocar un gran impacto en bienes y personas”, siendo Ana la primera borrasca nombrada, con vientos que alcanzaron los 140 km/h. Una borrasca profunda se nombrará solo cuando se prevean condiciones que den lugar a la emisión de avisos de viento de nivel naranja o rojo asociados a dicha baja en alguno de los tres países. De esta forma, el suroeste europeo puede hacer un mejor seguimiento de la evolución de cada borrasca profunda, una vez identificada, compartiendo todos los datos a medida que se desplaza en el mapa.
En este sentido se refuerza la cooperación europea y se acuerda respetar el nombre acordado durante todo el recorrido de la borrasca. Cuando se pronostique una depresión profunda que afecte primero a Irlanda y Reino Unido, el nombre será elegido de forma coordinada entre la agencia británica (Met Office) y la irlandesa (Met Éireann) será respetado después por el otro triunvirato (España, Portugal y Francia). Si se produce al revés, se respetará de manera recíproca. Esta coordinación se mantendrá con los demás países del continente que se puedan ver afectados.
En 2019, Bélgica se unió al grupo del suroeste para monitorizar y nombrar borrascas profundas.
Esta es la lista de nombres seleccionados para la temporada de 2020–2021:
| - Alex (1–6 de octubre) - Bárbara (19-22 de octubre) - Clement (27 de noviembre–2 de diciembre) - Dora (3-5 de diciembre) - Ernest (7-12 de diciembre) - Filomena (6-11 de enero) - Gaetan (19-21 de enero) | - Hortense (21-22 de enero) - Ignacio (23-24 de enero) - Justine (26-27 de enero) - Karim (23-25 de febrero) - Lola (23-26 de abril) - Mathieu (7-10 de mayo) - Nadia | - Octave - Paula - Rodrigo - Sofía - Tristán - Viviane - Walter |

## Ciclogénesis

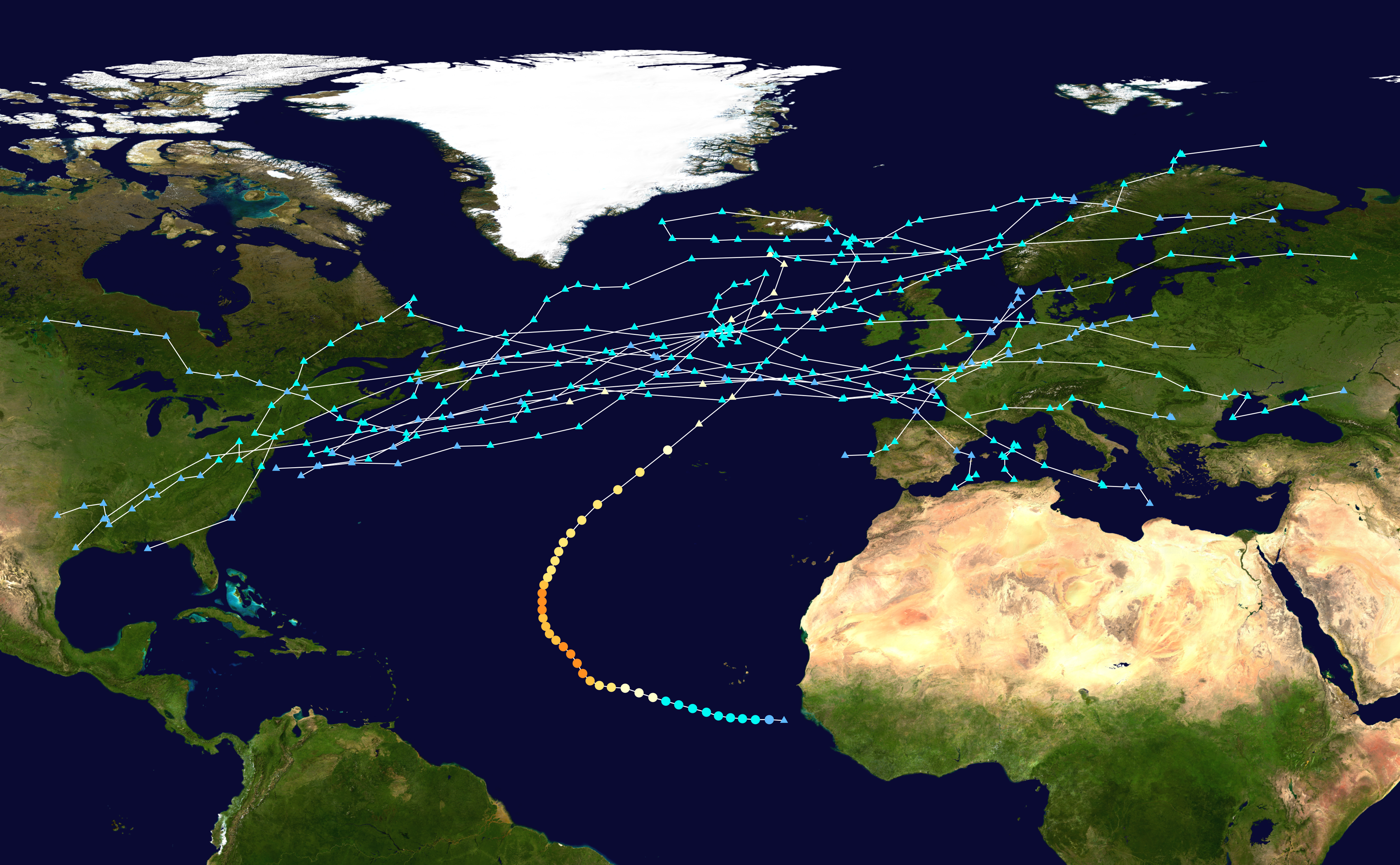
Mapa de los recorridos de las borrascas que afectaron a Europa en el periodo 2019-2020.

El estado de la Oscilación del Atlántico Norte se relaciona fuertemente con la frecuencia, intensidad, y recorridos de las borrascas profundas europeas. Se registra un número más elevado de borrascas profundas sobre la región europea occidental durante la NAO en fase positiva (comparados con la NAO en fase negativa) y se debe a áreas más grandes de condiciones de crecimiento adecuado. La ocurrencia de ciclones Atlánticos extremos están alineados con el estado de la NAO durante la fase de desarrollo de los ciclones.

## Notables borrascas europeas
- Huracán Vince (2005)
- Ciclón extratropical Klaus (2009)
- Borrasca Xynthia (2010)
- Ciclón Numa (2017)
- Huracán Leslie (2018)
- Borrasca Gloria (2020)
- Tormenta Daniel (2023)
- Tormenta Babet (2023)